# Liste der Kulturdenkmäler in Birnbach
In der Liste der Kulturdenkmäler in Birnbach sind alle Kulturdenkmäler der rheinland-pfälzischen Gemeinde Birnbach aufgelistet. Grundlage ist die Denkmalliste des Landes Rheinland-Pfalz (Stand: 4. Mai 2023).

## Einzeldenkmäler
| Bezeichnung              | Lage                          | Baujahr                     | Beschreibung | Bild                           |
| ------------------------ | ----------------------------- | --------------------------- | --- | ------------------------------ |
| Michaelshof              | Auf der Höhe Lage             | Anfang des 20. Jahrhunderts | große Villa, Einfluss von Landhaus- und Jugendstil, Anfang des 20. Jahrhunderts | Fotos hochladen                |
| Quereinhaus              | Auf der Höhe 9 Lage           | 17. oder 18. Jahrhundert    | Fachwerk-Quereinhaus, teilweise massiv, 17. oder 18. Jahrhundert | BW                             |
| Quereinhaus              | Kirchstraße 23 Lage           | 17. und 19. Jahrhundert     | Fachwerk-Quereinhaus, teilweise massiv und verschiefert, 17. und 19. Jahrhundert | BW                             |
| Hofanlage                | Kirchstraße 25 Lage           | um 1530/31                  | Streckhof, 16. bis 18. Jahrhundert; Fachwerk-Wohnhaus, datiert um 1530/31; Stall-Speicher-Gebäude, 18. Jahrhundert, mit Fachwerk; bauliche Gesamtanlage                                          | BW                             |
| Evangelische Pfarrkirche | Kirchstraße 29 Lage           | um 1220                     | dreischiffige querhauslose Pfeilerbasilika, um 1220, Fachwerkportal 1687; zugehörig der aufgelassene Kirchhof mit altem Baumbestand                                                              | weitere Bilder Fotos hochladen |
| Schulhaus                | Kirchstraße 38 Lage           | um 1860/70                  | ehemalige Schule (?); dreiachsiger Hausteinbau, rückwärtig gleichartiger niedrigerer Trakt, um 1860/70                                                                                           | BW                             |
| Posthof                  | Kölner Straße 1 Lage          | 17. oder 18. Jahrhundert    | stattliche Hofanlage, wohl ehemaliger Posthof; Fachwerkhaus, verkleidet, wohl aus dem 17. oder 18. Jahrhundert, Wirtschaftstrakt, teilweise Fachwerk, im Kern aus dem 18. Jahrhundert oder älter | BW                             |
| Meilenstein              | Kölner Straße, bei Nr. 5 Lage | um 1820                     | preußischer Ganzmeilenstein (Streckenkilometer 5,089), Obelisk, um 1820 | Fotos hochladen                |

## Ehemalige Kulturdenkmäler
| Bezeichnung | Lage                | Baujahr         | Beschreibung                                                                                                | Bild |
| ----------- | ------------------- | --------------- | --- | ---- |
| Wohnhaus    | Kirchstraße 27 Lage | 18. Jahrhundert | Fachwerkhaus, teilweise massiv und verschiefert, 18. Jahrhundert; abgebrochen und aus Denkmalliste gelöscht | BW   |